# Óriásalka
Az óriásalka (Pinguinus impennis, vagy korábbi nevén Alca impennis) kihalt madár, a Pinguinus nem egyetlen ismert faja. Nagytestű, röpképtelen faj az alkafélék (Alcidae) családjában.
A 14. századig költött az Atlanti-óceán északi medencéjében, a Kanada, Grönland, Izland, Írország és Skócia partjai közelében lévő kis szigeteken és sziklazátonyokon.

## Megjelenése
A legnagyobb alkafaj volt, magassága mintegy 75 cm, tömege 5 kg körül lehetett. Tollazata és csőre fekete-fehér, lábai fekete színűek voltak.

## Életmódja
Kiválóan úszott, a víz alatt szárnyaival evezett, főként tengeri halakkal táplálkozott. A szárazföldön nehézkesen mozgott. Évente egyetlen, nagyméretű (110–140 x 70–84 mm) tojást rakott, ezt a kopár földön költötte ki, a fiókák júniusban keltek.

## Kihalása
Skandináviában és Északkelet-Amerikában a késői kőkorszakban már vadászták (Greenway 1967), Labradorban az i. e. 5. századtól (Jordan & Olson 1982) vannak erre utaló nyomok. A húsáért, tojásaiért és a pehelytollaiért zajló intenzív vadászata a 8. századtól kimutatható. Mikor végül a kihalás közelébe sodródott, már a madárgyűjtemények megbecsült és értékes ritkaságaként is vadászták. A Brit-szigeteken a skóciai Saint Kilda-szigetcsoport szirtjein ölték meg az utolsó példányt 1840-ben, állítólag azért, mert boszorkánynak nézték.
Az utolsó populáció Izland partjai mellett, a madárról izlandi nyelven elnevezett Geirfuglasker nevű vulkanikus szirten költött, amely az ember számára megközelíthetetlen volt. Azonban 1830-ban a szirt egy vulkánkitöréssel kapcsolatban a tengerbe süllyedt. Ekkor a madarak a közeli Eldey szigetre költöztek, de itt az emberek néhány év alatt kiirtották őket. Az utolsó költőpárt 1844. július 3-án látták, de kóborló példányok állítólag még 1852-ben is előfordultak (BirdLife International 2004).
A világ múzeumai ma kb. 75 tojást, 24 teljes csontvázat, és 81 kitömött példányt őriznek a fajból.

## Rendszertan
A „pingvin” szó számos nyugat-európai (pl. a baszk) nyelvben eredetileg erre a madárra vonatkozott. Az óriásalka a mai értelemben vett pingvinekkel azonban nem áll közelebbi rokonságban. A röpképesség elvesztése, a szárnnyal evezés, és a viszonylag felegyenesedett testtartás párhuzamosan, egymástól függetlenül – konvergens evolúció révén – kialakult hasonlóság köztük.

## Galéria

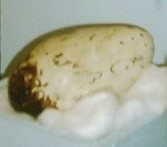
Óriásalkatojás az Ipswich Múzeumban, Suffolkban
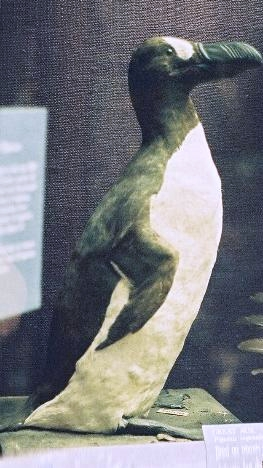
Óriásalka, Walter Rothschild Zoológiai Múzeum, Tring, Anglia
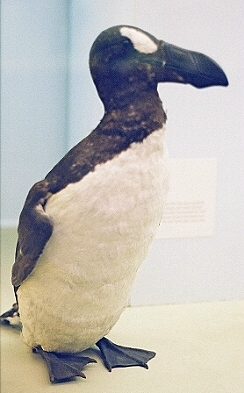
Kitömött példány, Londoni Természettudományi Múzeum
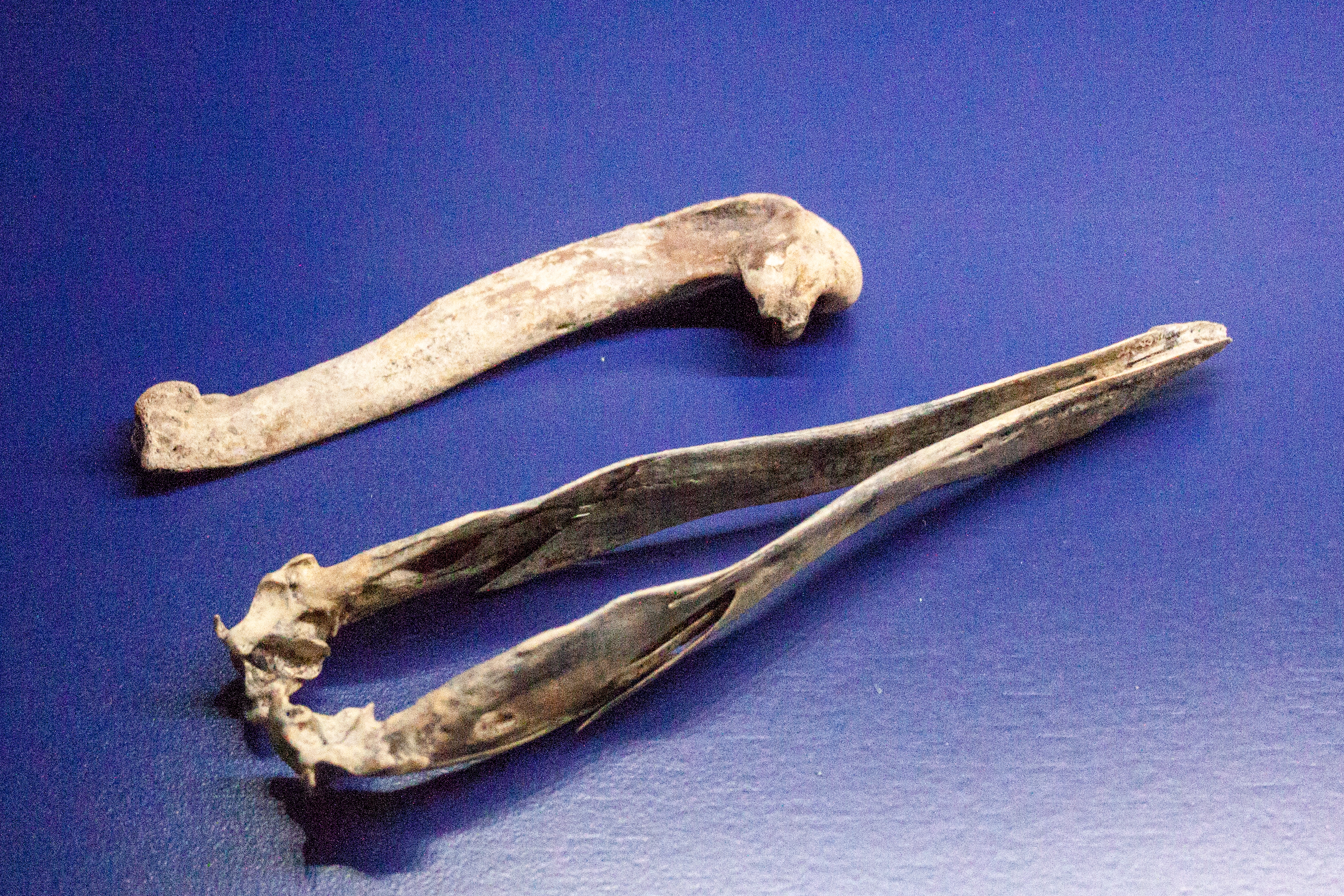
Óriásalka csontjai a Reykjavík 871±2 múzeumban